# Thorwald Dethlefsen
Thorwald Dethlefsen (Herrsching am Ammersee, 11 dicembre 1946 – Vienna, 1º dicembre 2010) è stato uno psicoterapeuta, filosofo, scrittore e esoterista tedesco.

## Biografia
Studioso di psicologia, Thorwald Dethlefsen si è interessato inizialmente all'ipnoterapia, divenendo celebre per alcuni esperimenti di ipnosi regressiva, condotti a partire dal 1968, con cui sosteneva di far rivivere ai suoi pazienti non solo momenti della loro infanzia e vita intrauterina, ma anche di vite passate, rammentate in stato di trance. Riferisce di come il suo approccio, inizialmente scettico e improntato all'ateismo psicologico, sia mutato di fronte a tali esperimenti, spingendolo ad orientare le sue ricerche nell'ambito della medicina esoterica. Ebbe modo così di conoscere l'astrologo Wolfgang Döbereiner, dal quale apprese la capacità di utilizzare le stelle come strumenti diagnostici, l'occultista Oskar Rudolf Schlag, capo della «Società Ermetica» in Svizzera e già collaboratore di Carl Gustav Jung. 
Nel 1974 Dethlefsen ha fondato a Monaco di Baviera l'«Istituto Privato di Psicologia Straordinaria», dove ha messo in pratica la sua «terapia della reincarnazione», mirante a ricercare le cause pregresse delle malattie o dei sintomi fisici in una colpa karmica originatasi in esistenze passate, cercando di rimuoverla tramite una presa di coscienza della problematica scatenante. A tal fine egli ha abbandonato il metodo dell'ipnosi per far rivivere ai suoi pazienti in piena consapevolezza il ricordo del momento in cui in una precedente incarnazione si è generata la colpa. Nella sua attività ha collaborato col medico e psicoterapeuta Rüdiger Dahlke, insieme al quale ha pubblicato diversi libri tra cui Krankheit als Weg (Malattia e destino) del 1983.
Nel 1993 ha trasformato il suo istituto ribattezzandolo in «Kawwana» o «Chiesa del Nuovo Eone», un centro spirituale dove dal 1996 al 2003 ha tenuto alcuni seminari comprendenti incontri con altri psicologi ed esoteristi. Dal 2003 ha proceduto a smantellare l'istituzione sostenendo che non necessitasse più di un luogo fisico, riducendo da allora le sue apparizioni in pubblico e conducendo una vita sempre più appartata. È morto a Vienna nel 2010.

## Pensiero
Le riflessioni di Dethlefsen esposte nei suoi libri, spesso volutamente provocatorie, intendono rivalutare il pensiero analogico o verticale rispetto a quello analitico-orizzontale dominante soprattutto in ambito scientifico. La spiegazione di un evento, come ad esempio una malattia, non può essere relegata all'ambito puramente funzionale materiale, ma rimanda a un significato, un contenuto che dà senso alla sua manifestazione formale.
(Malattia e destino, pag. 19, trad. di Paola Giovetti, Mediterranee, 1986)
Secondo Dethlefsen, discipline come l'astrologia o la psicologia esoterica, a differenza dell'approccio quantitativo della medicina tradizionale che si limita a un'analisi delle cause efficienti, si basano sull'attribuzione di precise qualità ai vari aspetti della vita delle persone, aspetti che assurgono a simboli di principi eterni metafisici. L'uomo contemporaneo non ha più gli strumenti intellettuali per poter interpretare la realtà in chiave simbolica, ed è caduto pertanto nel vuoto di un'esistenza priva di significato.
(Il destino come scelta, pag. 201, trad. di Paola Giovetti, Mediterranee, 1984)
Dethlefsen riprende diversi concetti dal repertorio psicoanalitico junghiano per illustrare le leggi che guidano il destino degli individui, come quello della sincronicità, della risonanza, dell'Ombra, della proiezione, e soprattutto della polarità.
(Vita dopo vita, pag. 122, trad. di Stefania Bonarelli, Mediterranee, 1978)

Essendo l'uomo un microcosmo in cui si riflette il macrocosmo, ogni principio della realtà che non viene vissuto a livello cosciente precipita nell'Ombra, dove continua a esistere in una forma che lo fa percepire come estraneo e negativo. Mentre il meccanismo della proiezione tende ad attribuire al caso, o a funzionalità naturali, la causa di eventi spiacevoli, la guarigione consiste nell'assumersi la responsabilità del proprio destino reintegrando nella coscienza quegli aspetti di sé che erano stati rinnegati. In tal senso essa è redenzione, perché ripristina l'unità della persona. 
(Malattia e destino, pag. 61,  trad. di Paola Giovetti, Mediterranee, 1986)
Secondo le sue dottrine, attinte anche in gran parte dall'ermetismo, poiché il sintomo di una malattia esprimerebbe in forma di ombra il principio non vissuto alla luce della coscienza, non avrebbe senso combatterlo come fa la medicina allopatica, ma al contrario andrebbe accolto e integrato secondo il criterio omeopatico della similitudine.
(Il destino come scelta, pag. 122, trad. di Paola Giovetti, Mediterranee, 1984)
Il potere curante di un prodotto omeopatico è contenuto infatti nell'informazione e non nel veicolo dell'informazione: trascurare questa distinzione starebbe alla base delle incomprensioni con la medicina ufficiale. Pretendere di analizzare in laboratorio una soluzione omeopatica ha per Dethlefsen, ad esempio, la stessa valenza di un'analisi chimico-fisica di un libro.

## Pubblicazioni
- Das Leben nach dem Leben: Gespräche mit Wiedergeborenen (Vita dopo vita) 1974
- Das Erlebnis der Wiedergeburt: Heilung durch Reinkarnation (L'esperienza della rinascita), 1976
- Schicksal als Chance: das Urwissen zur Vollkommenheit des Menschen (Il destino come scelta), 1979
- Homöopathie als Urprinzip (Omeopatia come Principio primo), 1982
- Meditationen (Meditazioni), 1982
- Körper und Chakrenmeditation (Corpo e meditazione sui chakra), 1982
- Polarität und Einheit (Polarità e unità), 1983
- Krankheit als Weg (Malattia e destino), 1984
- Die esoterische Bedeutung von Weihnachten (Il significato esoterico del Natale), 1985
- Gut und Böse. Ein Lesebuch (Il bene e il male), 1989
- Ödipus der Rätsellöser. Der Mensch zwischen Schuld und Erlösung (Edipo il risolutore di enigmi), 1990
- Den Schatten angliedern. Die theoretischen Grundlagen der Reinkarnationstherapie (Integrare l'Ombra: i fondamenti teorici della terapia della reincarnazione), 1991

### Edizioni in italiano
- L'esperienza della reincarnazione, Roma, Astrolabio Ubaldini, 1977 ISBN 88-340-0547-3
- Vita dopo vita: dialoghi con reincarnati (1978), trad. di Stefania Bonarelli, Roma, Mediterranee, 2006 ISBN 88-272-0096-7
- Il destino come scelta: psicologia esoterica (1984), trad. di Paola Giovetti, Roma, Mediterranee, 2006 ISBN 88-272-0006-1
- Malattia e destino: il valore e il messaggio della malattia (1986), con Rüdiger Dahlke, trad. di Paola Giovetti, Roma, Mediterranee, 2007 ISBN 88-272-0075-4
- L'esperienza della rinascita: guarire attraverso la reincarnazione, trad. di Paola Giovetti, Roma, Mediterranee, 2004 ISBN 88-272-1713-4